# Bletchingdon Park
Bletchington Park est une maison de campagne palladienne classée Grade II* à Bletchingdon, dans l'Oxfordshire.

## Histoire
Le manoir médiéval de Bletchington est reconstruit par Thomas Coghill vers 1630. Il est fortifié et mis en garnison par 200 cavaliers sous le colonel Francis Windebank pendant la première guerre civile anglaise, avant d'être envahi par les têtes rondes lors du raid de Cromwell en 1644. La famille Coghill le vend à Lord Valentia en 1716.
La maison actuelle est une maison de campagne palladienne construite en 1782 à côté de l'église paroissiale par James Lewis pour Arthur Annesley (5e comte d'Anglesey) (également 6e vicomte Valentia). Le village de Bletchington est construit à l'origine autour d'un green, mais les maisons du côté nord sont démolies lorsque le parc Bletchingdon est agrandi.
Le domaine reste dans la famille Valentia jusqu'en 1948, lorsque Lord Valentia le vend à William Astor (3e vicomte Astor), qui le revend en 1953 à Robin Cayzer, plus tard Lord Rotherwick. En 1993, le domaine est acheté par Michael Peagram, un industriel de la chimie et philanthrope, qui fait restaurer la maison historiquement. En 2012, la maison de 22 600 pieds carrés est mise en vente au prix de 20 millions de livres.